# Peter Christen Asbjørnsen
Peter Christen Asbjørnsen (n. 15 ianuarie 1812 - d. 5 ianuarie 1885) a fost scriitor și savant norvegian.
Scrierile și studiile sale folcloristice au avut un rol important în evoluția limbii literare norvegiene, în variantele sale: Bokmål și Nynorsk.

## Opera
- 1841 - 1844: Povestiri populare norvegiene ("Norske Folkeeventyr") (împreună cu Jørgen Moe);
- 1845 - 1848: Povestiri și legende populare norvegiene despre duhurile pădurii ("Norske Huldreeventyr og Folkesagn").